# Código Hays

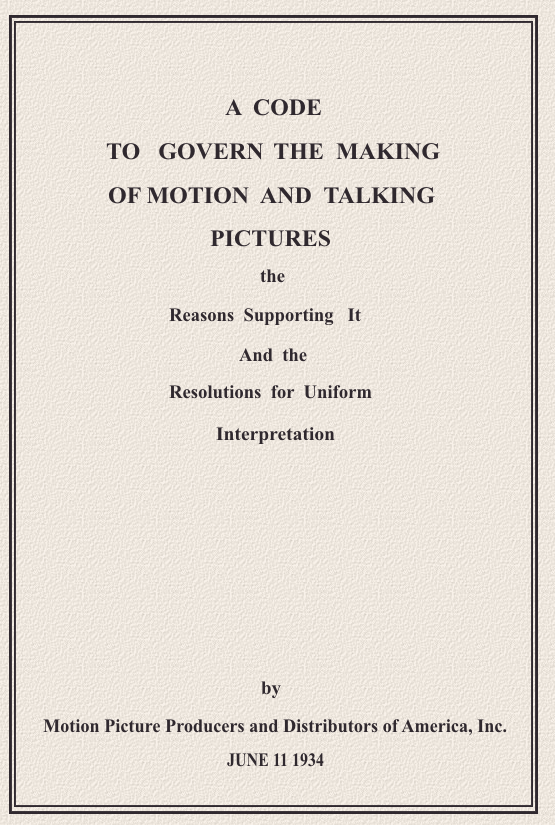
Capa da edição de 1934.

O Código Hays (oficialmente Motion Picture Production Code ou Código de Produção de Cinema) foi um conjunto de normas morais aplicadas aos filmes lançados nos Estados Unidos entre 1930 e 1968 pelos grandes estúdios cinematográficos. Seu nome deriva de Will H. Hays, advogado e político presbiteriano e presidente da Associação de Produtores e Distribuidores de Filmes da América (Motion Picture Producers and Distributors of America — MPPDA) de 1922 a 1945. Sob a liderança de Hays, a MPPDA (mais tarde conhecida como MPAA), adotou um código de autocensura em 1930, que foi aplicado de maneira mais rígida a partir de 1934. Este código explicitava qual conteúdo era aceitável ou não-aceitável para os filmes produzidos nos Estados Unidos.
Entre 1934 e 1954, o código Hays esteve intimamente identificado com Joseph Breen, administrador indicado por Hays para implementar o código enquanto diretor da Production Code Administration (PCA). A indústria cinematográfica seguiu o código a risca até 1956, quando — devido ao impacto da televisão, à influência de filmes estrangeiros e à intervenção da Suprema Corte — o código sofreu ligeiras mudanças. Como resultado da contracultura dos anos 1960, vários cineastas começaram a violar o código de maneira deliberada. Em 1964, Sidney Lumet incluiu cenas de mulheres nuas em The Pawnbroker. Foi um dos primeiros filmes estadunidenses a trazer cenas de nudez e embora a MPAA tivesse garantido que se tratava de uma exceção, pouco tempo depois outros diretores começaram a enfrentar o código Hays, que foi substituído em 1968 pelo sistema de classificação indicativa da MPAA ainda hoje em vigor.
Os filmes que se adequavam ao código recebiam um selo de aprovação da MPAA, ao passo que os reprovados eram proibidos de serem distribuídos pela entidade, o que reduzia bastante seu alcance junto ao público e suas chances de êxito comercial. Além disso, os estúdios infratores recebiam uma multa de 25 mil dólares. Ainda hoje a MPAA concede um selo aos filmes que são distribuídos pelos estúdios que fazem parte da associação; no entanto, este selo contém atualmente a classificação indicativa da obra em questão, que pode ser G (conteúdo livre para todas as idades), PG (algum conteúdo inadequado para crianças), PG-13 (algum conteúdo inadequado para menores de 13 anos), R (menores de 17 anos precisam de acompanhamento) e NC-17 (conteúdo adulto — proibido para pessoas com 17 anos de idade ou menos).

## Origem

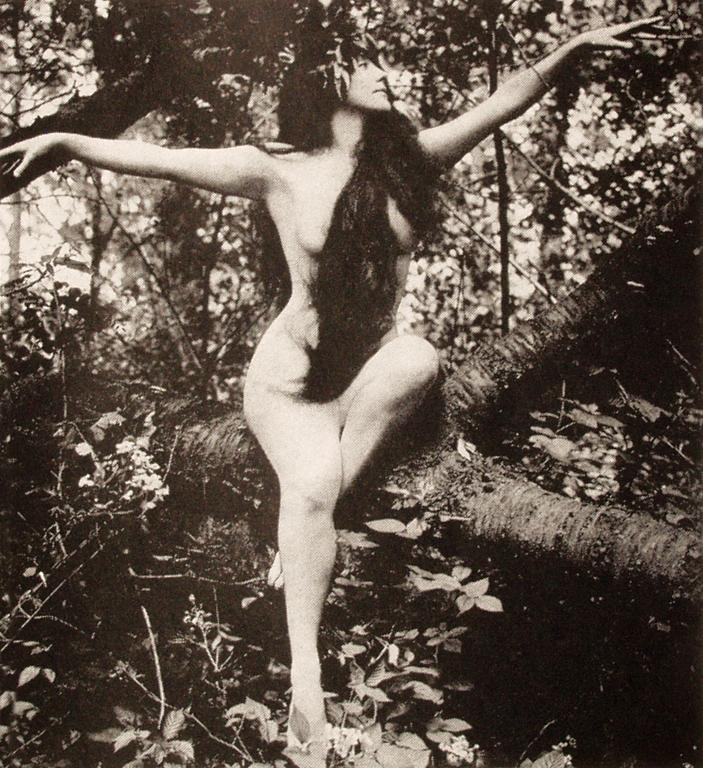
A atriz e nadadora Annette Kellerman nua em cena do filme A Daughter of the Gods (1916).

Em 1922, após uma série de filmes polêmicos e escândalos envolvendo estrelas de Hollywood — como o suposto estupro e assassinato da atriz Virginia Rappe pelo astro Fatty Arbuckle — os estúdios criaram a Associação de Produtores e Distribuidores de Filmes da América e contrataram o líder presbiteriano Will H. Hays para presidir a instituição, numa tentativa de re-estabelecer a imagem de Hollywood perante a sociedade estadunidense. Hays, ex-diretor-geral dos Correios e membro proeminente do Partido Republicano, recebeu um então extravagante salário de US$ 100 000 por ano (cerca de US$ 1,4 milhão em valores atuais) para defender a indústria de ataques externos.
À época de sua nomeação, vários líderes religiosos, cívicos e políticos começaram a condenar a indústria cinematográfica como imoral. A pressão política sobre os estúdios estava em ascensão, com cerca de mil projetos de lei censurando o cinema sendo discutidos em 37 estados. Isto foi possível porque em 1915, a Suprema Corte dos Estados Unidos, no caso Mutual Film Corp. v. Industrial Commission of Ohio, decidiu que a Primeira Emenda da Constituição não se aplicava ao cinema. Em 1921, baseando-se nesta decisão judicial, o Estado de Nova York instituiu um comitê de censura, sendo seguido pela Virgínia no ano seguinte. À época do advento do cinema falado, oito estados possuíam comitês de censura, o que significava que um mesmo filme deveria se submeter às diferentes regras de cada estado. Os cineastas começaram a ficar preocupado com a possibilidade de que logo cada estado e cidade adotaria seu próprio código de censura, o que faria com que fosse preciso produzir diferentes versões do mesmo filme para diferentes regiões, o que tornaria o processo de produção mais lento e caro. Foi então que a auto-censura começou a ser discutida.
Em 1927, Hays sugeriu aos chefes dos estúdios que criassem um comitê para debater a censura aos filmes. Irving G. Thalberg (MGM), Sol Wurtzel (Fox) e E. H. Allen (Paramount) responderam ao chamado e criaram uma lista que chamaram de os "não pode" e "tenha cuidado" dos filmes", que era baseada nas reclamações dos censores de cada estado. A lista trazia onze conteúdos que deveriam ser evitados e vinte e seis que deveriam ser tratados com cuidado pelos diretores. A lista foi aprovada pela Administração Federal do Comércio (Federal Trade Commission — FTC) e Hays criou o Comitê de Relações com os Estúdios (Studio Relations Committee — SRC) para fiscalizar sua implementação. Entretanto, ainda não havia uma forma eficaz de controlar o conteúdo dos filmes. A controvérsia sobre o conteúdo dos filmes emergiu na sociedade após a crise de 1929.
| OS "NÃO PODE" DOS FILMES 1. Profanidade — uso de palavras como "Deus", "Senhor", "Jesus" ou "Cristo" (a não ser no contexto de cerimônias religiosas), "inferno", "droga" e outras palavras profanas e expressões vulgares de qualquer forma; 2. Nudez — de facto ou insinuada 3. Tráfico de drogas 4. Insinuação de perversões sexuais 5. Escravidão de brancos 6. Miscigenação — relações sexuais entre brancos e negros 7. Higiene sexual e doenças venéreas 8. Cenas de parto — de facto ou insinuada 9. Órgãos sexuais de crianças 10. Ridicularização do clero 11. Ofensa deliberada a qualquer nação, raça ou credo | OS "TOME CUIDADO" DOS FILMES 1. Uso da bandeira 2. Relações internacionais — evitar mostrar de maneira desfavorável a religião, a história, as instituições, os líderes de outro país 3. Incêndio criminoso 4. Uso de armas de fogo 5. Roubo, assalto, arrombamento de cofres e explosão de trens, minas, prédios — tendo em mente o efeito que uma descrição muito detalhada destes crimes pode ter sobre os idiotas 6. Brutalidade e o macabro 7. Técnicas de assassinato por qualquer método 8. Métodos de contrabando 9. Métodos de tortura 10. Enforcamento ou eletrocussão de criminosos como pena por seus crimes 11. Simpatia por criminosos 12. Desafio a pessoas e instituições públicas 13. Sedição 14. Crueldade com crianças e animais 15. Marcar com ferro pessoas ou animais 16. Venda de mulheres ou venda de sua virtude por uma mulher 17. Estupro ou tentativa de estupro 18. Consumação do casamento 19. Homem e mulher juntos na cama 20. Sedução deliberada de garotas 21. A instituição do casamento 22. Operações cirúrgicas 23. Uso de drogas 24. Policiamento e policiais 25. Beijos excessivos, em particular quando um dos personagens é um criminoso |

## Criação do código
Após a crise de 1929, os Estados Unidos encontrava-se numa delicada situação socioeconômica e as instituições religiosas viram o aumento de sua influência. Naquele ano, um católico leigo chamado Martin Quigley, editor do jornal da indústria cinematográfica Motion Picture Herald, e o padre jesuíta Daniel A. Lord criaram um código de conduta moral para os filmes que enviaram para os estúdios. Lorde estava preocupado com o efeito dos filmes falados nas crianças que, segundo eles, eram mais suscetíveis a suas ideias. Em fevereiro de 1930, vários chefes de estúdios, incluindo Thalberg, se encontraram com Lord e Quigley. Após algumas revisões, eles concordaram em estipular um código para a produção de filmes.
Uma das principais motivações por trás da adoção do Código foi o medo dos empresários de que o governo interviesse na produção cinematográfica — o que era perfeitamente legal, uma vez que a Suprema Corte havia decidido que a produção de filmes não era resguardada pela liberdade de expressão. O Coronel Jason S. Joy, chefe do SRC, ficou encarregado de supervisar a produção de filmes e recomendar mudanças ou cortes em produções que poderiam estar em situação de conflito com o Código Hays. Em 31 de março de 1930, os estúdios que faziam parte da MPPDA concordaram em adotar o código.
O Código Hays era dividido em duas partes. A primeira trazia uma série de "princípios gerais" proibindo um filme de "diminuir o senso de moralidade daqueles que o veem", fazendo um chamado à representação dos "princípios corretos da vida" e, por fim, proibia um filme de ridicularizar a lei ou "criar algum tipo de simpatia por sua violação". A segunda parte era uma série de "aplicações individuais", que trazia uma lista de itens que não poderiam ser mostrados no filme. Restrições como a exibição de relações homossexuais ou o uso de palavras consideradas obscenas não eram mencionadas diretamente.
O código tinha como meta não apenas determinar o que poderia ser exibido nas telas como também promover valores tradicionais. Sexo fora do casamento jamais deveria ser retratado como algo bonito ou atrativo; deveria ser apresentado de forma que não despertasse a paixão ou a permissividade do público. Todos os atos criminosos deveriam ser punidos e nem o crime ou o criminoso poderia despertar a simpatia do público. As figuras de autoridade deveriam ser tratadas com respeito e figuras do clero jamais poderiam ser retratadas como personagens cômicos ou vilões. Políticos, policiais e juízes poderiam ser os vilões, desde que apresentados como exceções à regra. O Código Hays também trazia um adendo conhecido como "Código de Publicidade", que regulamentava a publicidade de marcas registradas nos filmes.
O documento inteiro foi escrito com linguagem implícita católica e dizia que a arte deveria ser tratada com cuidado porque poderia ser "moralmente má em seus efeitos" e porque seu "profundo significado moral" era inquestionável. Um tema recorrente do código era que "a audiência deva sentir a certeza de que o mal é errado e o bem é certo". Inicialmente foi decidido pela MPPDA manter em segredo a influência católica na elaboração do código. Conforme notou o historiador Francis G. Couvares, Hollywood logo se tornou "uma indústria financiada por banqueiros protestantes, operada por chefes de estúdios judeus e policiada por burocratas católicos".

## Regulamentação

### Era Pré-Breen (1930-1934)

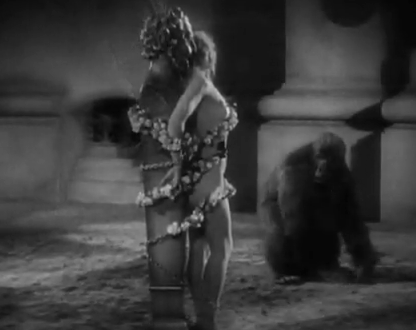
Cena do filme O Sinal da Cruz (1932) de Cecil B. DeMille. Ela foi removida quando do relançamento do filme em 1938, só sendo restaurada em 1993.

Em 19 de fevereiro de 1930, a Variety publicou o conteúdo inteiro do Código Hays e previu que os comitês de censura estaduais logo se tornariam obsoletos. No entanto, os homens inicialmente responsáveis pela fiscalização da adoção do código pelos cineastas — Jason Joy (chefe do SRC até 1932) e seu sucessor, o Dr. James Wingate — foram pouco receptivos ou ineficazes na censura dos filmes. O primeiro filme analisado pelo SRC, O Anjo Azul, aprovado sem cortes por Joy, foi considerado indecente na Califórnia. Embora Joy tenha negociado cortes em alguns filmes, um número significativo de material lascivo foi produzido durante seu período na chefia do SRC. Ele precisava analisar cerca de 500 filmes por ano com uma equipe limitada. Ele estava decidido a cooperar com os estúdios e suas habilidades em reescrever cenas levou a sua contratação pela Fox como roteirista.
Wingate também não conseguiu manter o ritmo de avaliação das centenas de roteiros que chegavam em seu escritório, ao ponto em que o chefe de produção da Warner Bros., Darryl Zanuck, enviou-lhe uma carta implorando para liberar seus roteiros logo. À época, o SRC funcionava mais como órgão consultivo do que um comitê de censura, não possuindo autoridade para ordenar que os estúdios removessem conteúdo de um filme. Ao invés disso, o comitê negociava com estúdios as transgressões ao código, muitas vezes cedendo à pressão dos executivos. Para dificultar o trabalho de Wingate, o processo de apelação colocava a responsabilidade final pelo conteúdo de um filme nas mãos dos estúdios.
Um fator que contribuía para a refutação do código eram as atitudes liberais da época. Muitos viam a censura como algo pudico e ridicularizavam a moral vitoriana como algo atrasado. Quando o código foi anunciado, a revista liberal The Nation atacou-o. Segundo a publicação, o código simplificava o conceito de crime de tal forma que a Revolta do Chá de Boston jamais poderia ser retratada no cinema. Também impossibilitava a representação da hipocrisia, visto que o clero jamais poderia ser criticado. A revista The Outlook concordava e, ao contrário da Variety, previu que o código encontraria dificuldade em ser aplicado.
A Grande Depressão levou os estúdios a procurar renda de qualquer forma possível. Uma vez que filmes com conteúdo sexual e violento resultavam em bom público, parecia razoável que eles continuassem a produzir tais obras. Logo o desprezo ao Código Hays tornou-se um segredo aberto nos Estados Unidos. Em 1932, o Hollywood Reporter zombou do código em uma matéria, citando um roteirista que teria dito que "o código Hyas não é mais nem uma piada; é uma memória". Dois anos depois, a Variety também passou a criticar o código.

### Era Breen (1934-1954)
Em 13 de junho de 1934, o Código Hays recebeu uma emenda que criou a Administração do Código de Produção (Production Code Administration — PCA), que previa que todos os filmes lançado em ou após 1° de julho de 1934 deveriam receber um selo de aprovação deste órgão, que substituiu o SRC. A PCA possuía dois escritórios, um em Hollywood e outro em Nova York. O primeiro filme a receber o selo de aprovação da PCA foi The World Moves On. Nos trinta anos seguintes, praticamente todos os filmes produzidos nos Estados Unidos aderiram ao código Hays. Sua aplicação levou ao fim dos comitês locais de censura, diminuindo a influência do poder político sobre a indústria cinematográfica.
Joseph Breen — proeminente membro leigo da Igreja Católica com carreira em relações públicas — foi nomeado chefe da PCA. Sob sua liderança, a aplicação do Código Hays tornou-se rígida. Até mesmo a personagem de desenho animado Betty Boop teve revista a forma como era apresentada, passando a usar roupas mais longas. O poder de Breen para mudar roteiros irritava muitos roteiristas e diretores. Breen modificou até mesmo a história de Casablanca (1942), retirando referências explícitas ao sexo praticado entre Rick e Ilsa em Paris e aos favores sexuais pedidos pelo Capitão Renaud às mulheres que buscavam um visto para deixar a cidade. A aderência ao código eliminou a possibilidade de um final em que Rick e Ilsa consumam sua relação adúltera, tornando inevitável a cena final em que Rick renuncia à pretendente.

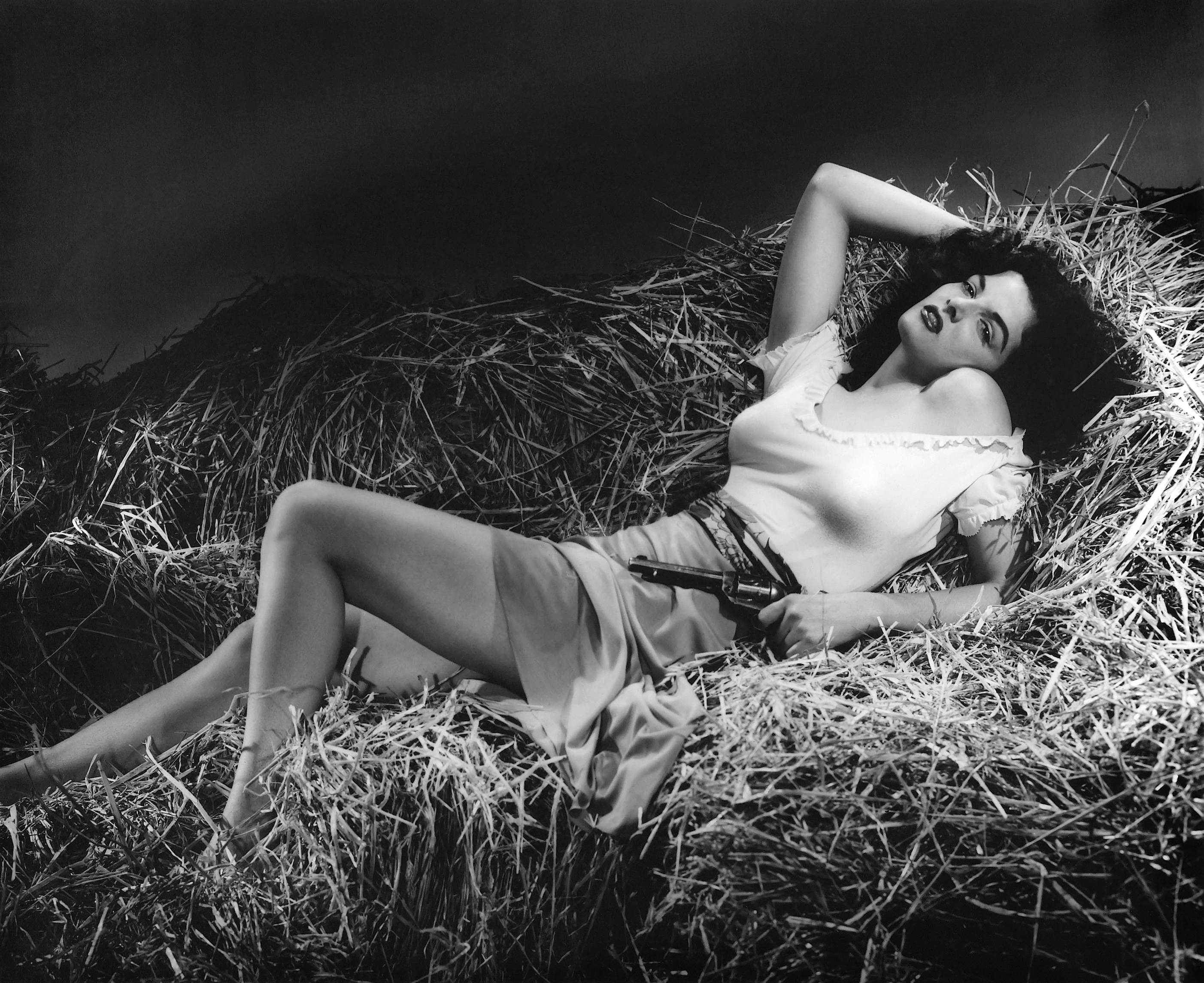
Propaganda de The Outlaw (1943).

O primeiro caso de censura em que Breen esteve envolvido ocorreu durante a produção de Tarzan and His Mate em 1934. Cenas da dublê de Maureen O'Sullivan nadando nua foram cortadas do filme. Em 1941, Breen foi para as páginas dos jornais devido à produção de The Outlaw, filme produzido pelo magnata Howard Hughes. A PCA negou o selo de aprovação ao filme, que foi mantido fora dos cinemas por cerca de dois anos, devido ao enfoque de algumas cenas e de seu material publicitário nos seios da atriz Jane Russell. Hughes por fim conseguiu persuadir Breen de que seios vestidos não violam o código Hays e o filme enfim pôde ser exibido em 1943.
A PCA também fazia censura política. O escritório de censura desautorizou a Warner Bros. de fazer um filme sobre os campos de concentração da Alemanha Nazista, citando que tal filme contrariava o tópico do código que proibia retratar "sob luz negativa" as "instituições e pessoas proeminentes" de outro país. A PCA ameaçou levar o caso até o governo se o estúdio levasse a ideia em diante. Esta política proibiu a produção de um punhado de filmes anti-nazistas. Em 1938, no entanto, o FBI desvendou e levou à Justiça um círculo de espionagem nazista, o que permitiu que a Warner produzisse Confessions of a Nazi Spy, o primeiro filme estadunidense a questionar a autoridade do Terceiro Reich.
Os filmes produzidos por estúdios pequenos escapavam da censura da PCA. Um exemplo é Child Bride (1938), que exibia uma cena de nudez da então atriz de doze anos de idade Shirley Mills. No final dos anos 1940 a PCA permitiu que os temas socialmente relevantes do estupro e da miscigenação, até então proibidos de serem representados nas telas pelo Código Hays, fossem mostrados em Johnny Belinda (1948) e Pinky (1949), respectivamente. Em 1951, no entanto, a MPAA revisou o código para torná-lo ainda mais rígido. Esta versão do texto trazia ainda mais temas proibidos de serem retratados pelos filmes. Em 1954 Breen aposentou-se devido à sua saúde precária e Geoffrey Shurlock foi nomeado como seu sucessor. A revista Variety notou, à época, uma tendência no sentido de uma abordagem mais ampla e mais casual na aplicação do código.

### Decadência (1954-1968)
Hollywood continuou a trabalhar dentro das limitações do Código Hays nos anos 1950, mas durante este período a indústria cinematográfica começou a enfrentar ameaças competitivas sérias. A primeira delas foi a televisão, que oferecia ao público uma forma de diversão dentro de suas casas. Hollywood precisava oferecer ao público algo que ele não pudesse ver na televisão, submetida a um código de censura ainda mais restritivo do que o cinema. Filmes estrangeiros que lidavam com o sexo de maneira mais franca e explícita e não estavam sujeitos à regulação da MPAA, tais como Ladrões de bicicletas (1948), Um Verão de Felicidade (1951) e Monika e o Desejo (1953), também representavam uma ameaça aos filmes estadunidenses. Além disso, em 1948 a integração vertical da indústria cinematográfica foi julgada como uma violação às leis de livre-concorrência pela Suprema Corte no caso United States v. Paramount Pictures, Inc.. Assim sendo, os estúdios não mais poderiam ser donos de salas de cinema, o que abriu o mercado para produções independentes e estrangeiras.
Em 1952, outra decisão da Suprema Corte, no caso Joseph Burstyn, Inc. v. Wilson, mudou o cenário da indústria cinematográfica. O tribunal mudou seu entendimento do caso de 1915 (Mutual Film Corporation v. Industrial Commission of Ohio) e passou a encarar os filmes como merecedores de proteção da Primeira Emenda. Assim sendo, o curta-metragem "The Miracle", uma das três partes do filme antológico L'Amore (1948) de Roberto Rossellini pôde ser exibido no país. O distribuidor Joseph Burstyn havia lançado o filme nos Estados Unidos em 1950, mas havia sido questionado na Justiça pelo Conselho de Regentes da Universidade do Estado de Nova York que havia julgado que o filme — que mostrava uma mulher sendo seduzida por São José — não poderia ser exibido no país por ser "imoral". Esta decisão reduzia o risco de intervenção governamental na indústria, que havia sido uma das justificativas para a criação do código, reduzindo a necessidade de um órgão de auto-censura em Hollywood.
No final dos anos 1950, os paradigmas culturais dos estadunidenses haviam mudado também. Um boicote da Legião Nacional pela Decência não mais garantia o fracasso de um filme e vários aspectos do Código Hays haviam perdido o status de tabu. Em 1956, certas partes do código foram alteradas para permitir a representação de temas como miscigenação, adultério e prostituição. A produção de um remake do filme pré-Breen Anna Christie (1930) foi cancelada duas vezes pela MGM, em 1940 e em 1946, uma vez que a personagem principal não poderia ser mostrada como sendo uma prostituta. Em 1962, no entanto, o tema já era aceitável e o filme original finalmente recebeu um selo de aprovação, podendo ser exibido comercialmente pela primeira vez nos cinemas do país pela primeira vez em 32 anos.
Na virada da década, filmes sexualmente ou violentamente explícitos começaram a ser produzidos, tais como Anatomia de um Crime (1959), Suddenly, Last Summer (1959), Psycho (1960) e The Dark at the Top of the Stairs (1961). A MPAA concedeu, com certa relutância, o selo de aprovação para esses filmes, embora alguns cortes tenham sido feitos. Devido ao seu tema — travestismo — a comédia Quanto Mais Quente Melhor (1959) de Billy Wilder não conseguiu obter um selo de aprovação, mas ainda assim se tornou um grande sucesso de audiência o que levou ao enfraquecimento da autoridade da PCA. Em 1964, o filme The Pawnbroker teve seu pedido para um selo de aprovação rejeitado devido a duas cenas de nudez. Apesar disso, os produtores conseguiram com que a Allied Artists lançasse o filme sem o selo. Os produtores recorreram da decisão da MPAA e, por uma decisão de 6 votos a 3 os membros da PCA garantiram um selo de aprovação "excepcional" ao filme, desde que a exibição dos seios das atrizes Linda Geiser e Thelma Oliver fosse reduzida. A redução requerida foi mínima e a mídia interpretou isso como uma vitória dos produtores.
A aprovação de The Pawnbroker foi mais tarde descrita pelo jornalista Mark Harris como o primeiro de uma série de golpes ao Código Hays que levariam ao seu fim em menos de três anos. Em 1966, a Warner Bros. lançou Who's Afraid of Virginia Woolf?. Esta obra foi a primeira a trazer o então recém criado rótulo de "Sugerido para Público Adulto". O então recém empossado presidente da MPAA, Jack Valenti, foi acusado de ter censurado a linguagem utilizada no filme. Valenti negociou um acordo com os produtores: a palavra "screw" ("trepar") seria removida, mas outras expressões chulas, como a frase "hump the hostess" ("montar na anfitriã") permaneceriam no roteiro. O filme recebeu o selo de aprovação da PCA, apesar de incluir expressões profanas.
Naquele mesmo ano, a co-produção anglo-americana Blow-Up, que trazia nudez frontal feminina, não obteve o selo de aprovação da PCA. A MGM lançou o filme mesmo assim, sendo essa a primeira vez em que um estúdio membro da MPAA distribuiu um filme que não havia obtido o selo de aprovação. Naquele mesmo ano, o extenso código original foi substituído por uma lista de onze itens. Eles determinavam o que poderia ou não ser exibido nos filmes com base nos novos conceitos de bom gosto de uma sociedade em rápida evolução. Os filmes com conteúdo definido como apropriado apenas para adultos receberiam o rótulo "Sugerido para Público Adulto" em suas peças publicitárias. Com a criação desse rótulo, o MPAA começou a fazer a classificação etária de filmes, ainda que de maneira não-oficial, pela primeira vez em sua história.

### Abandono
O Código Hays foi abandonado por completo em 1968, quando a MPAA passou a adotar um sistema de classificação indicativa em 1.° de novembro de 1968. Soba nova regra, os filmes produzidos a partir daquele momento receberiam uma das quatro indicações etárias possíveis:
- G para o público em geral;
- M para conteúdo maduro;
- R para conteúdo restrito (menores de 17 anos só poderiam entrar no cinema acompanhados por um adulto);
- X para conteúdo explícito (menores de 17 anos não poderiam entrar no cinema de maneira alguma).

Como resultado do novo sistema, a PCA deixou de existir e Geoffrey Shurlock perdeu seu cargo na MPAA no final de 1968. Embora tenha garantido maior liberdade de expressão à indústria cinematográfica, o fim da PCA levou ao aumento da crueldade animal nos sets de filmagens. Isso ocorreu porque o monitoramento do uso de animais em filmes dependia da estrutura da PCA. Segundo um colaborador do Turner Classic Movies, o acesso da organização de bem-estar animal American Humane aos sets de filmagens só retornou aos níveis em que estava durante a vigência do Código Hays em 1980.
Em 1969, o filme sueco Jag är nyfiken – en film i gult teve sua distribuição banida nos Estados Unidos porque trazia algumas cenas de sexo explícito. Essa decisão foi derrubada pela Suprema Corte. No ano seguinte, devido à confusão entre as classificações para "conteúdo maduro" e "conteúdo restrito", a classificação M foi mudada para GP e depois para o PG ("acompanhamento dos pais sugerido") atualmente usado. Em 1984, em resposta às reclamações de que alguns filmes classificados como PG como Gremlins e Indiana Jones and the Temple of Doom eram inadequados para crianças pequenas, a MPAA criou a classificação PG-13 ("algum conteúdo inadequado para menores de 13 anos — acompanhamento dos pais sugerido") como um caminho do meio entre o PG e o R. Em 1990, a classificação X foi substituída por NC-17 ("conteúdo adulto — proibido para menores de 17 anos"). A MPAA não havia registrado a classificação X como sendo de sua propriedade intelectual e ela logo começou a ser usada pela indústria do entretenimento adulto, gerando um forte estigma social em relação aos filmes classificados com essa classificação. Apesar desta mudança, o estigma permanece e o NC-17 é a classificação mais raramente concedida pela MPAA, podendo levar ao fracasso comercial de um filme. Em 1996, o NC-17 teve seu texto alterado para limitar o acesso aos filmes que eram lançados sob essa classificação para maiores de 18 anos (anteriormente era 17 anos).
As classificações usadas desde 1990 são:
- G: Público em geral — admitida a presença de qualquer um
- PG: Acompanhamento dos pais sugerido — algum material pode ser inadequado para crianças
- PG-13: Acompanhamento dos pais recomendado — algum material pode ser inadequado para crianças menores de 13 anos
- R: Restrito — proibida a presença de menores de 17 anos sem um pai ou guardião legal adulto
- NC-17: Nenhuma criança menor de 17 anos será admitida (1990-1996); Ninguém com 17 anos ou menos será admitido (1996-atualidade)